# Me and My Gal
Me and My Gal és una pel·lícula dirigida per Raoul Walsh i estrenada el 1932.

## Argument
Danny Dolan, un jove policia, que s'ocupa del sector de les andanes de Nova York, és atret per la cambrera del bar, Helen Riley. La germana d'aquesta, Kate, s'ha de casar aviat. Però va ser abans l'amant d'un perillós gàngster, Duke. El dia en què aquest desembarca de nou al barri, comencen els problemes per a tothom...

## Repartiment
- Spencer Tracy: Danny Dolan
- Joan Bennett: Helen Riley
- Marion Burns: Kate Riley
- George Walsh: Duke
- J. Farrell MacDonald: Pop Riley
- Noel Madison: Baby Face
- Henry B. Walthall: Sarge
- Bert Hanlon: Jake
- Adrian Morris: Allen
- George Chandler: Eddie Collins
- Hank Mann: Hank
- Billy Bevan: Ashley